# A párduc (film)
A Párduc (Il gattopardo) Luchino Visconti rendező 1963-ban bemutatott nagyszabású filmje, melyet a három herceg filmjének neveztek, hiszen az alapjául szolgáló regény írója, a főhős és maga a rendező is herceg volt. A film nagydíjat nyert a Cannes-i fesztiválon, ahol Burt Lancaster pórázon vezetett párduccal jelent meg. A pompa minden tekintetben a filmhez tartozott, illett hozzá, nem ártott meg neki.
A párduc az olasz filmművészet egyik látványos mesterműve. A film főhőse, a herceg két nemzedék között áll a hanyatló Bourbonok és az „I Mille” (az Ezrek) partraszállása és az Olasz Királyság kikiáltása között. A moziban 1860 Szicíliája jelenik meg, ahol „azért, hogy ne változzon semmi, mindennek meg kell változnia.”

## Cselekmény
Don Fabrizio di Salina herceg és családja a templomban értesül Garibaldi partraszállásáról. Fiatal, cinikus unokaöccse, Tancredi elhatározza, hogy önkéntesként beáll Garibaldi seregébe megtapasztalni, hogy mi következik. Miközben az élet a nyaralások, bálok között tovább zajlik, a herceg előtt tisztán kirajzolódik az a jövő, ahol a pénzéhes gátlástalanság utat tör magának. És sokakkal szemben fanyar kiábrándultsággal azt is átlátja, hogy Szicíliában végső soron semmi sem változik meg, csak az arisztokrácia – amelynek ő maga is tagja – hullik szét.

## Szereplők
| Szereplő                           | Színész            | Magyar hang                                 | Magyar hang                          |
| Szereplő                           | Színész            | 1. magyar változat (Magyar Televízió, 1974) | 2. magyar változat (Film Café, 2013) |
| ---------------------------------- | ------------------ | ------------------------------------------- | ------------------------------------ |
| Don Fabrizio Salina herceg         | Burt Lancaster     | Mádi Szabó Gábor                            | Rosta Sándor                         |
| Angelica Sedara / Bertiana         | Claudia Cardinale  | Borbás Gabi                                 | Böhm Anita                           |
| Tancredi Falconeri                 | Alain Delon        | Fülöp Zsigmond                              | Előd Botond                          |
| Don Calogero Sedara                | Paolo Stoppa       | Csákányi László                             | Ujréti László                        |
| Maria Stella Salina hercegnő       | Rina Morelli       | Békés Rita                                  | ?                                    |
| Pirrone atya                       | Romolo Valli       | Verebes Károly                              | Kassai Károly                        |
| Cavriaghi gróf                     | Terence Hill       | Mécs Károly                                 | Gubányi György                       |
| Francesco Paolo                    | Pierre Clémenti    | ?                                           | ?                                    |
| Concetta                           | Lucilla Morlacchi  | Andai Györgyi                               | ?                                    |
| Garibaldi tábornoka                | Giuliano Gemma     | ?                                           | ?                                    |
| Carolina                           | Ida Galli          | ?                                           | ?                                    |
| Caterina                           | Ottavia Piccolo    | ?                                           | ?                                    |
| Cavalier Chevally                  | Leslie French      | Tyll Attila                                 | Pálfai Péter                         |
| Pallavicino ezredes                | Ivo Garrani        | Velenczey István                            | Barabás Kiss Zoltán                  |
| Mademoiselle Dombreuil, a nevelőnő | Anna Maria Bottini | ?                                           | ?                                    |
| Don Ciccio                         | Serge Reggiani     | Kautzky József                              | Kerekes József                       |
| Paolo                              | Carlo Valenzano    | ?                                           | ?                                    |
| Kis herceg                         | Brook Fuller       | ?                                           | ?                                    |
| Donna Margherita                   | Lola Braccini      | ?                                           | Bessenyei Emma                       |
| Narrátor (hangja)                  | ?                  | Kovács P. József                            | ?                                    |

## Díjak és jelölések
Oscar-díj
- jelölés: a legjobb jelmeztervezés (színes film) – Piero Tosi

Cannes-i fesztivál
- díj: Arany Pálma – Luchino Visconti

Golden Globe-díj
- jelölés: az év férfi színész felfedezettje – Alain Delon